# Beux
Beux település Franciaországban, Moselle megyében. Lakosainak száma 297 fő (2022. január 1.). Beux Aube, Buchy, Luppy, Pontoy, Rémilly és Silly-en-Saulnois községekkel határos.

## Népesség
A település népességének változása:
| Lakosok száma | 119  | 193  | 207  | 218  | 273  | 270  | 274  | 293  | 294  | 297  |
|               | 1968 | 1982 | 1990 | 2006 | 2013 | 2015 | 2017 | 2019 | 2020 | 2022 |